# G8 del 2008
Il 34º vertice del G8 si è svolto a Tōyako in Giappone tra il 7 e il 9 luglio 2008. È stato il quarto G8 a presidenza giapponese dopo i vertici del 1979, del 1986, del 1993 e del 2000. Il presidente di turno e responsabile dei lavori era Yasuo Fukuda, in quanto primo ministro giapponese. Ai lavori hanno partecipato i capi di Stato degli otto paesi più sviluppati i quali si sono poi uniti i capi di Stato di Cina, India, Sudafrica, Messico, Indonesia, Australia e Brasile.

## Partecipanti
Ecco i partecipanti dei paesi del G8.

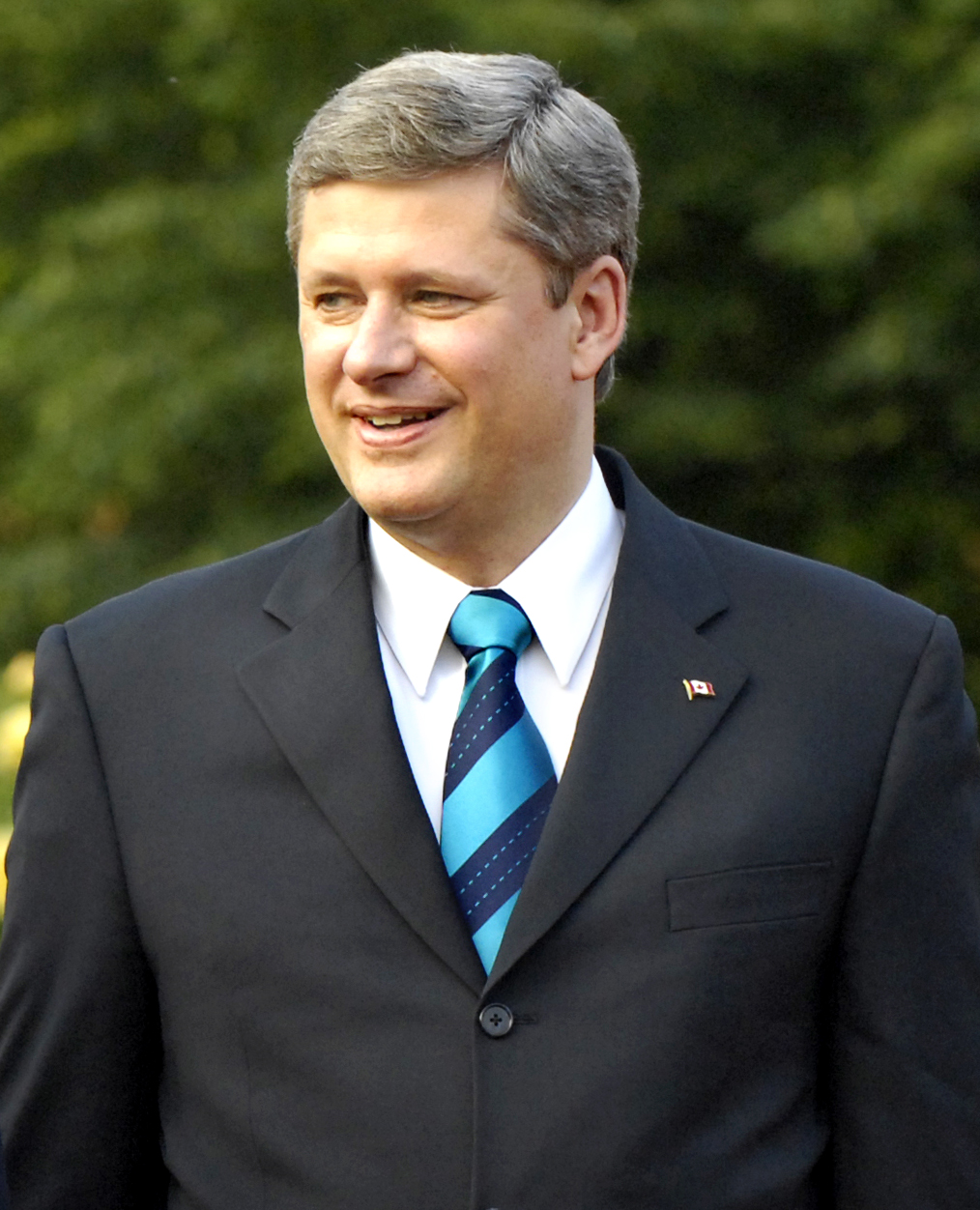
Canada Stephen Harper
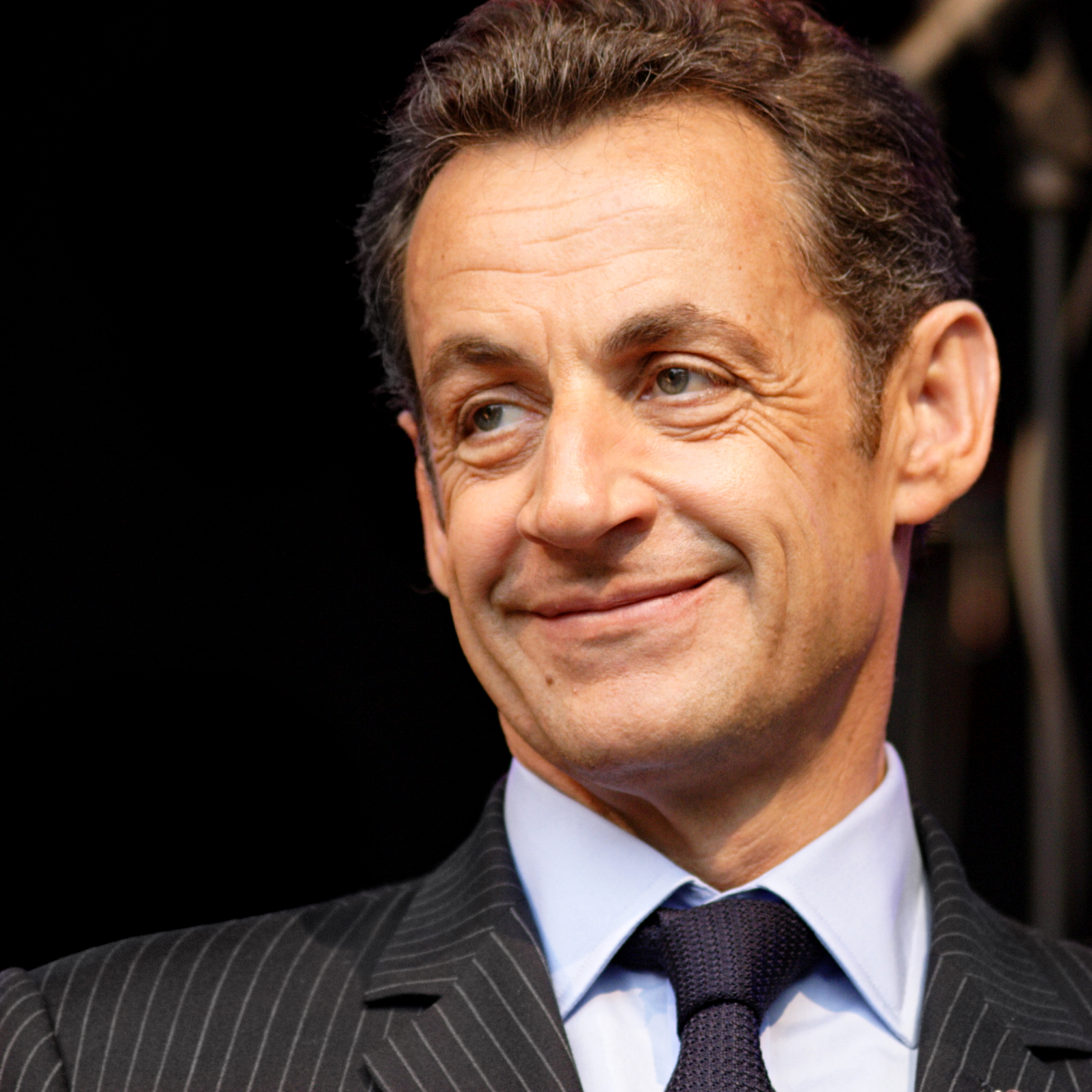
Francia Nicolas Sarkozy
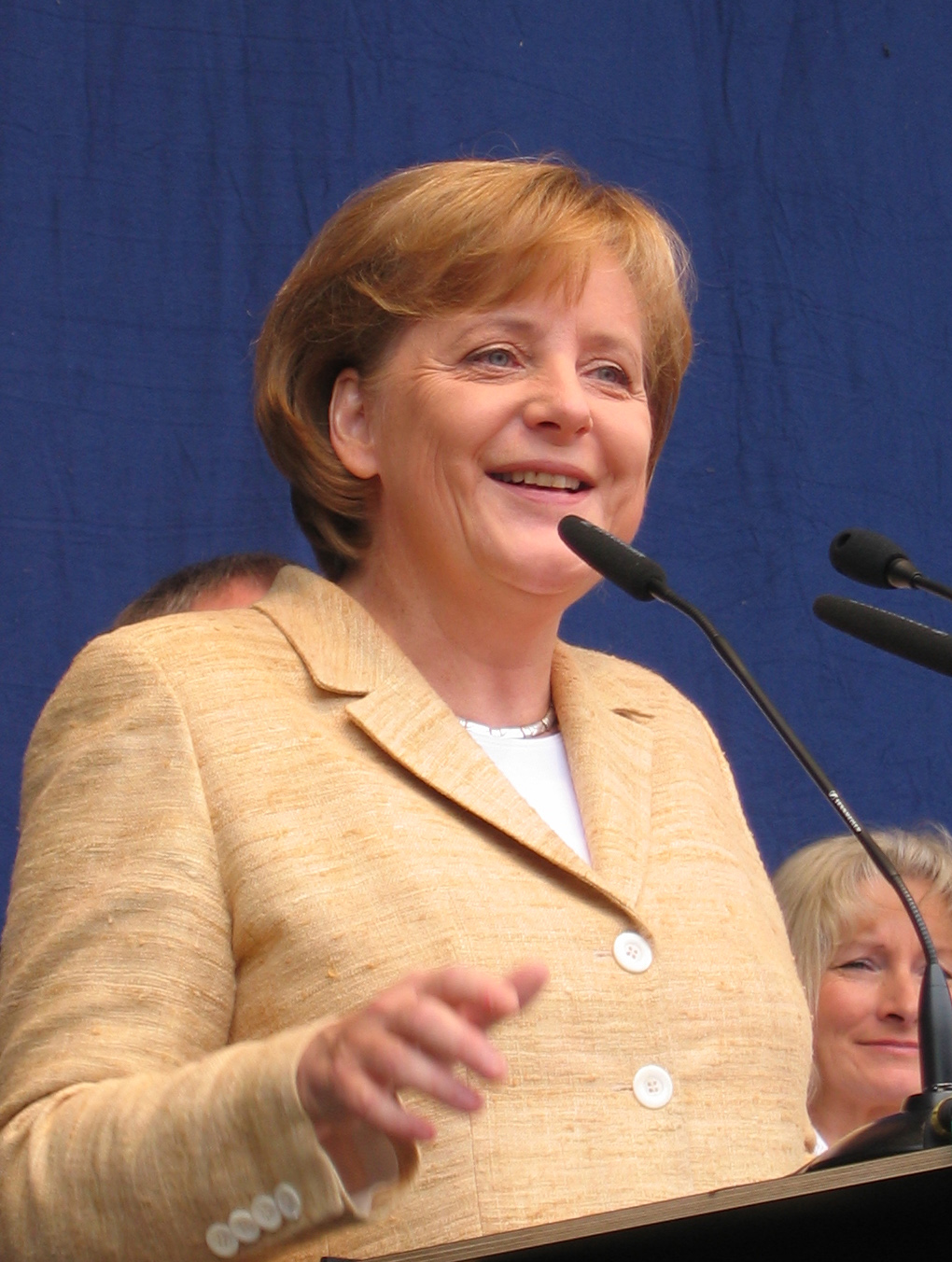
Germania Angela Merkel
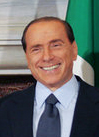
Italia Silvio Berlusconi
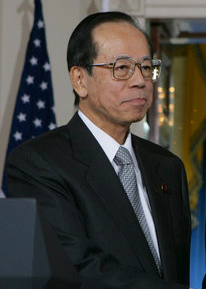
Giappone Yasuo Fukuda (Presidente)
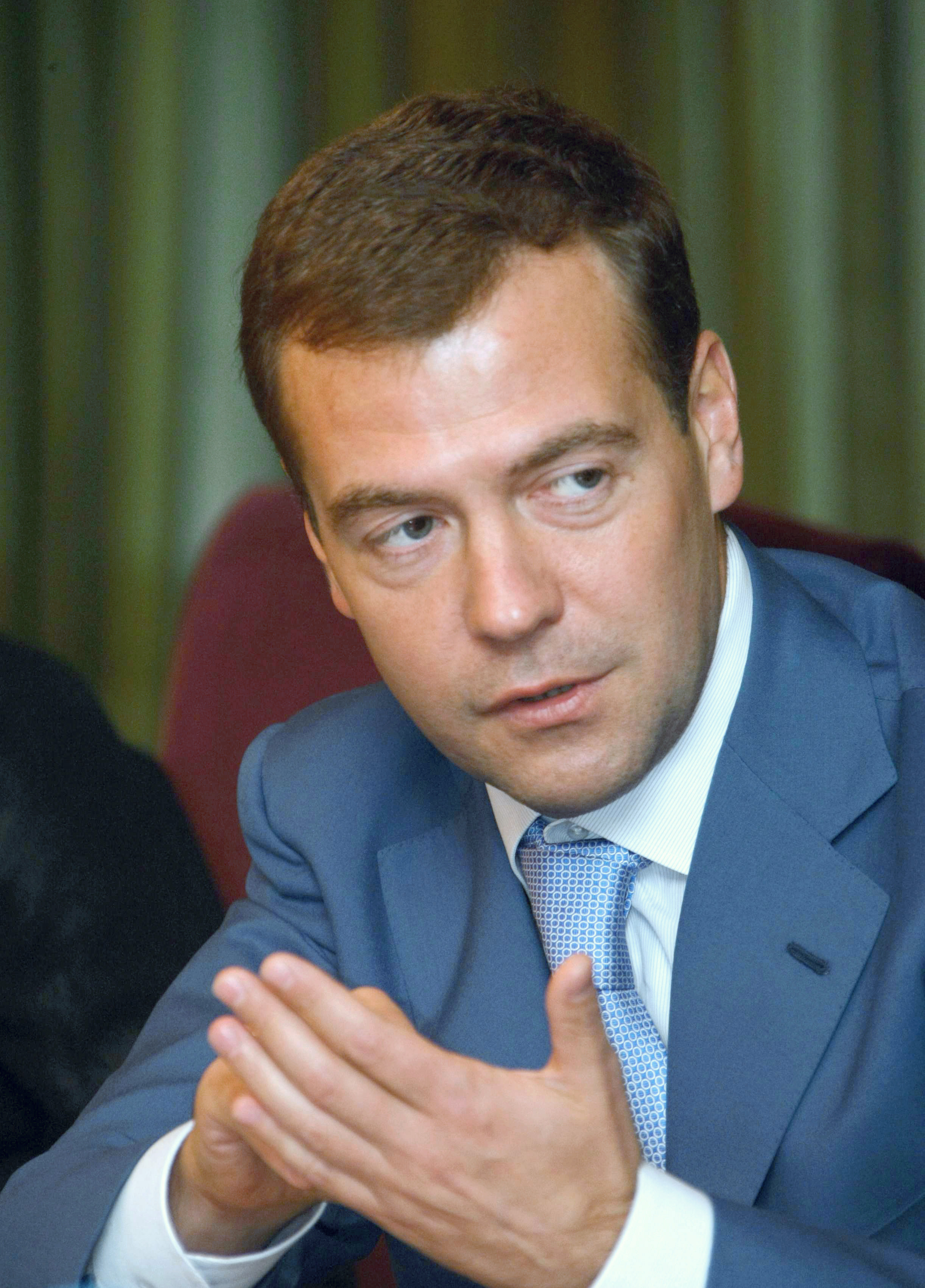
Russia Dmitrij Medvedev
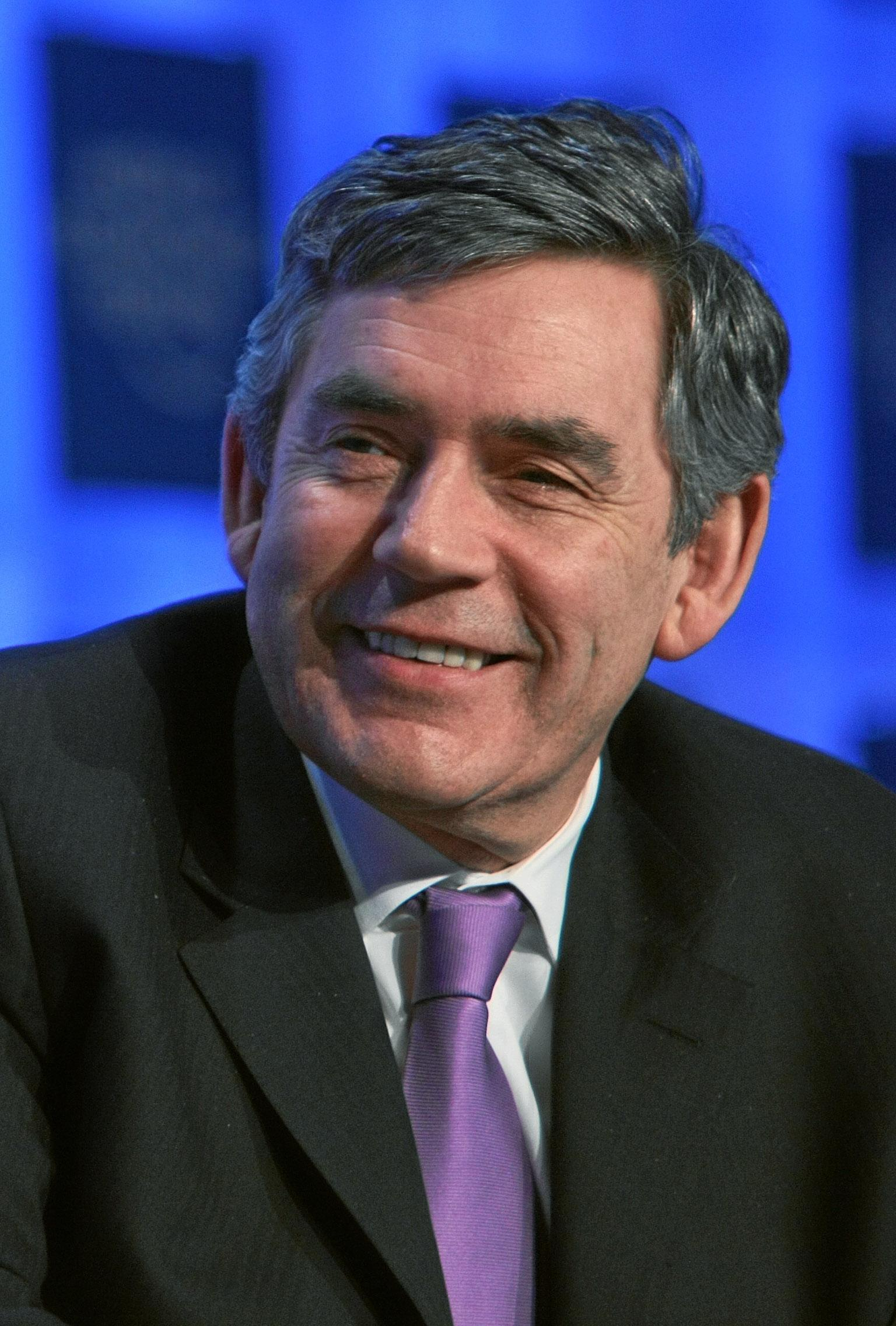
Regno Unito Gordon Brown
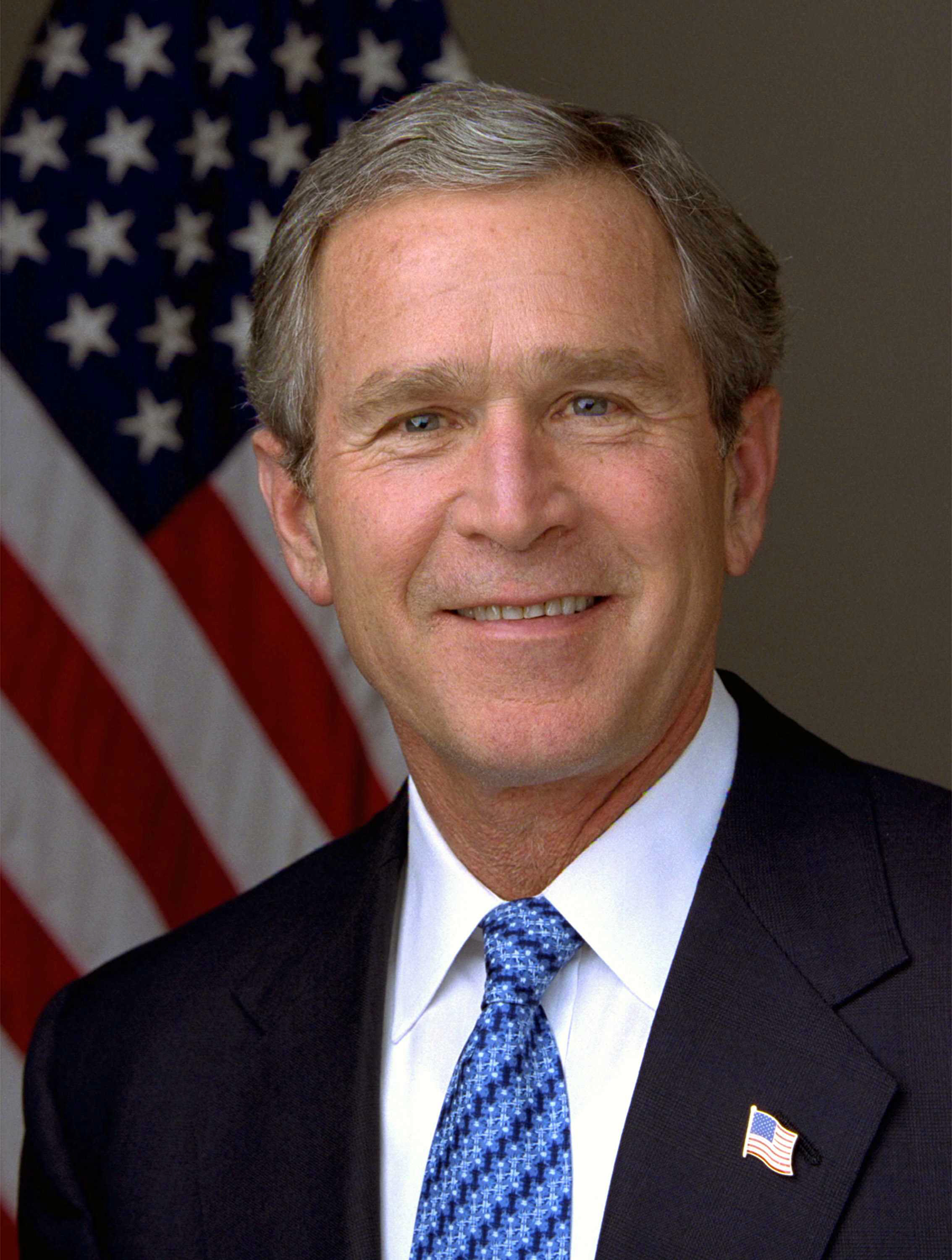
Stati Uniti George W. Bush

## Leader Invitati
Ecco i leader del G8+5 più Australia e Indonesia.

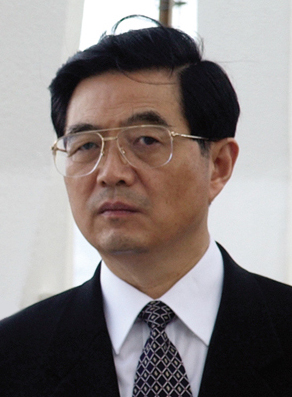
Cina Hu Jintao
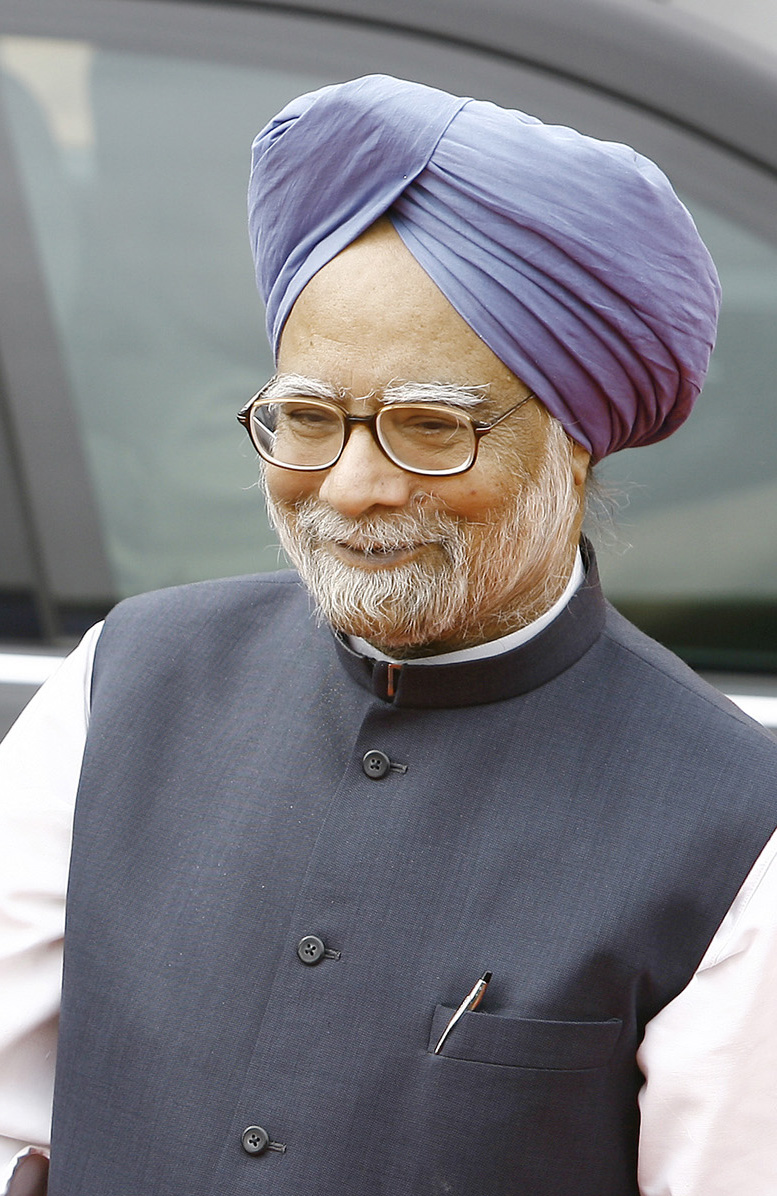
India Manmohan Singh
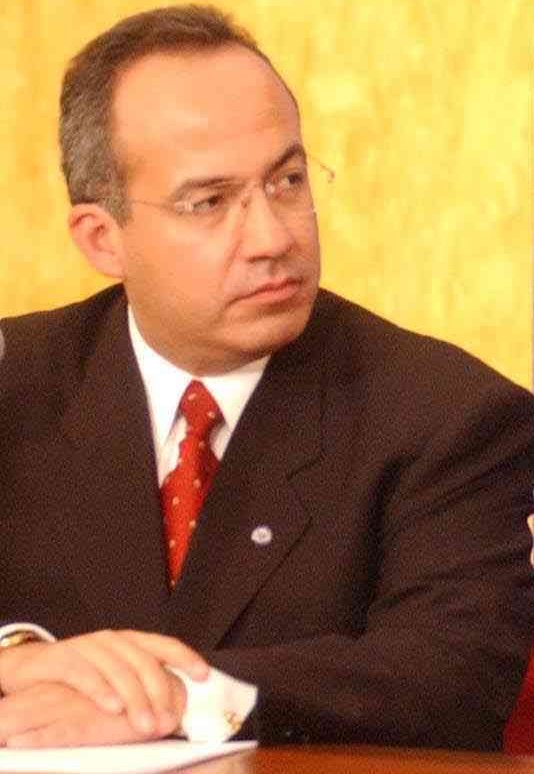
Messico Felipe Calderón
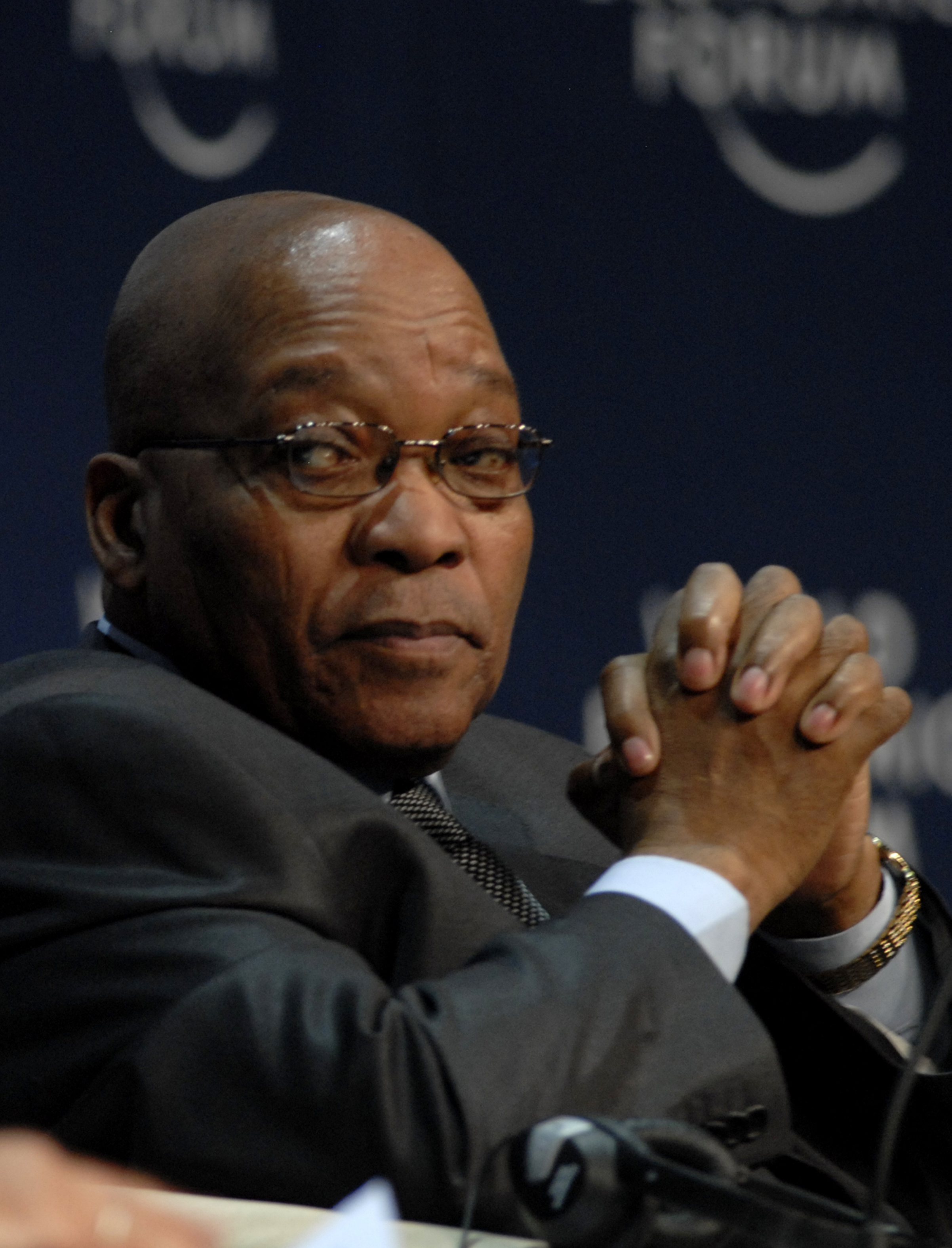
Sudafrica Jacob Zuma
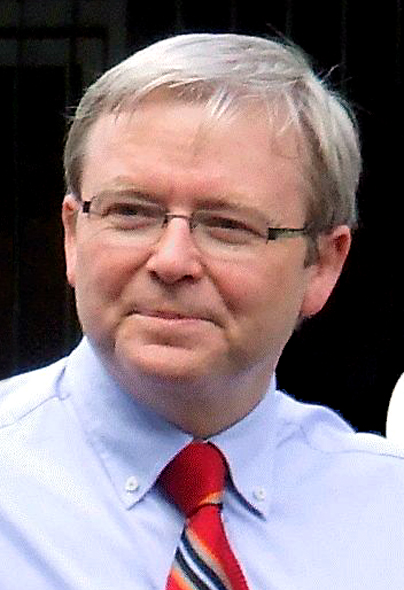
Australia Kevin Rudd
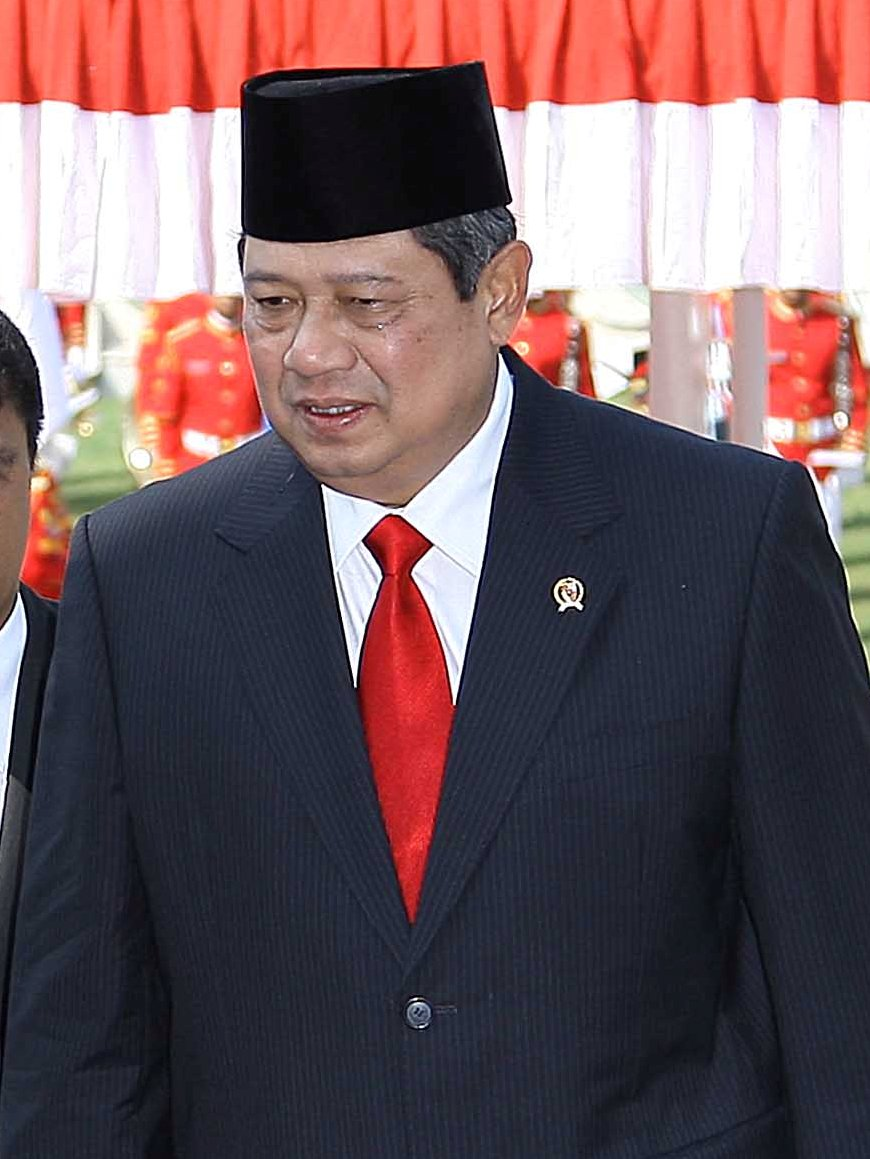
Indonesia Susilo Bambang Yudhoyono

Altri leader e organizzazioni presenti:
 Algeria, presidente Abdelaziz Bouteflika

 Etiopia, primo ministro Meles Zenawi

 Ghana, presidente John Agyekum Kufuor

 Nigeria, presidente Umaru Yar'Adua

 Senegal, presidente Abdoulay Ewade

 Tanzania, presidente Jakaya Mrisho Kikwete

Unione Africana, presidente Jakaya Mrisho Kikwete

 Nazioni Unite, segretario generale Ban Ki-moon

## Gli accordi

### Cambiamenti climatici
La lotta ai cambiamenti climatici è stata l'argomento chiave del vertice. Importante tappa di questo vertice è stata la volontà, per la prima volta dal 2001, da parte della amministrazione statunitense di George W. Bush di voler impegnarsi nella diminuzione delle emissioni di anidride carbonica. Il patto doveva far sì che i grandi si impegnassero a ridurre le emissioni di CO2 entro il 2050 (entro il 2020 per i paesi più industrializzati). I paesi del G5, però, si opposero alla mozione sull'ambiente e si decise di rimandare il tutto al vertice di Copenaghen del 2009. Particolare attenzione anche alla procedura del protocollo di Kyoto in scadenza nel 2012.
Simbolicamente il logo rappresentava un'immagine vegetale e al termine del vertice i grandi hanno piantato dei piccoli alberelli.

### Aiuti umanitari
Particolare attenzione è stata data anche ai paesi sottosviluppati africani con l'accordo di lottare contro la fame nel mondo. Al vertice fu invitata anche l'Unione Africana (al tempo presieduta dalla Tanzania).